# Hôtel de ville de Brême
L’Hôtel de ville de Brême est le siège de la municipalité de Brême, dans le nord-ouest de l'Allemagne.
Construit de 1404 à 1410, il constitue l'un des exemples les plus importants du gothique de brique en Europe.

## Ancien hôtel de ville
Le premier hôtel de ville de Brême se situait 70 m au nord-ouest du bâtiment actuel, aux coins de la Sögestrasse (« rue des cochons »), Obernstrasse (« rue supérieure ») et Unser Lieben Frauen Kirchhof (« place Notre-Dame »). En 1229, il est mentionné pour la première fois dans un document latin (le style roman avait encore cours en Allemagne) comme domus theatralis, dans des documents plus tardifs comme domus consularis. On pense qu'avant l'émancipation municipale, il a été une cour de justice, avec au moins une halle ouverte, car l'ancienne loi saxonne interdit les audiences en salles fermées. Il n'existe pas de description précise, mais divers documents attestent la présence de boutiques de draps au rez-de-chaussée de l'hôtel de ville et d'une scriptoria (bureau) voisine. Cet hôtel de ville avait un escalier externe donnant sur la place. En 1382, quand on construit de nouvelles boutiques en dessous, la scriptoria s'écroule.
Après la construction du nouvel hôtel de ville, la ville conserva l'ancien bâtiment durant deux siècles mais en 1483, il fut loué à la guilde des quincaillers. Plus tard, il fut utilisé comme entrepôt de houblon. En 1598, il a été vendu à des particuliers et fut remplacé ou remanié pour en faire deux maisons.

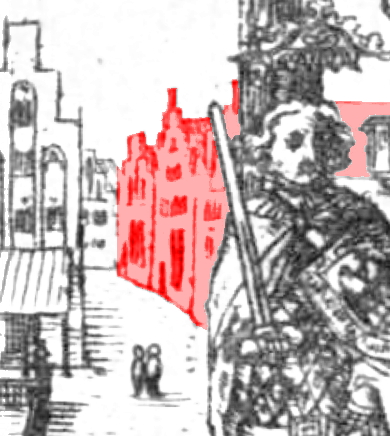
Façade de l'ancien hôtel de ville en 1596
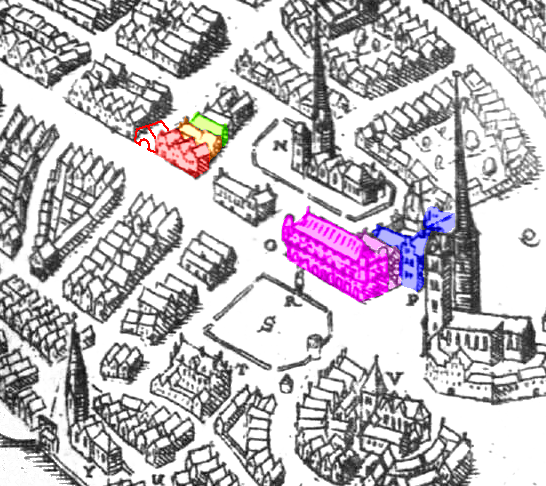
1603: Hôtel de ville gothique,  palais épiscopal, maisons au terrain de l'ancien hôtel de ville

## Hôtel de ville actuel

### Époque gothique

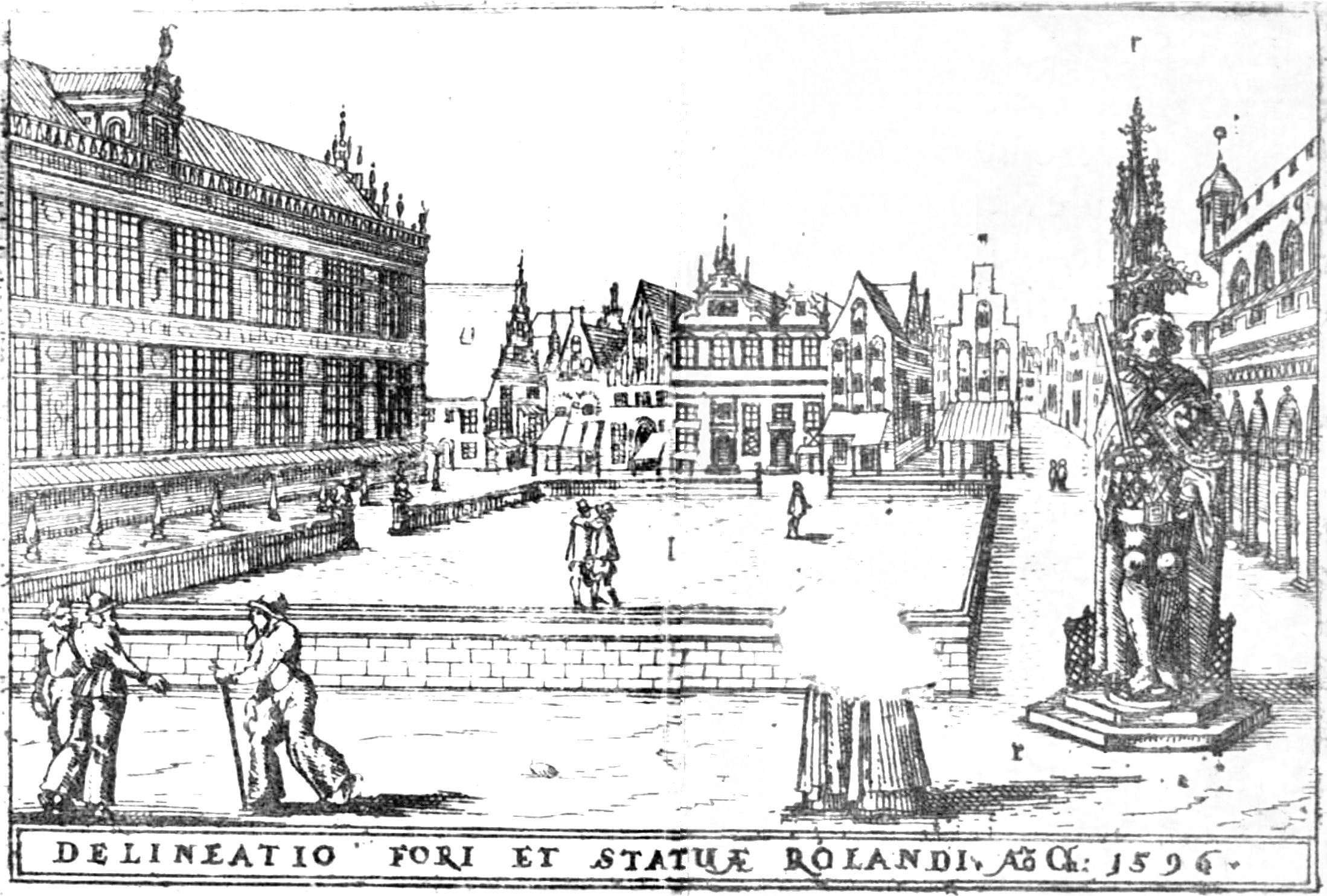
Arcs brisés de l'hôtel de ville vers la place du marché au début de 1596

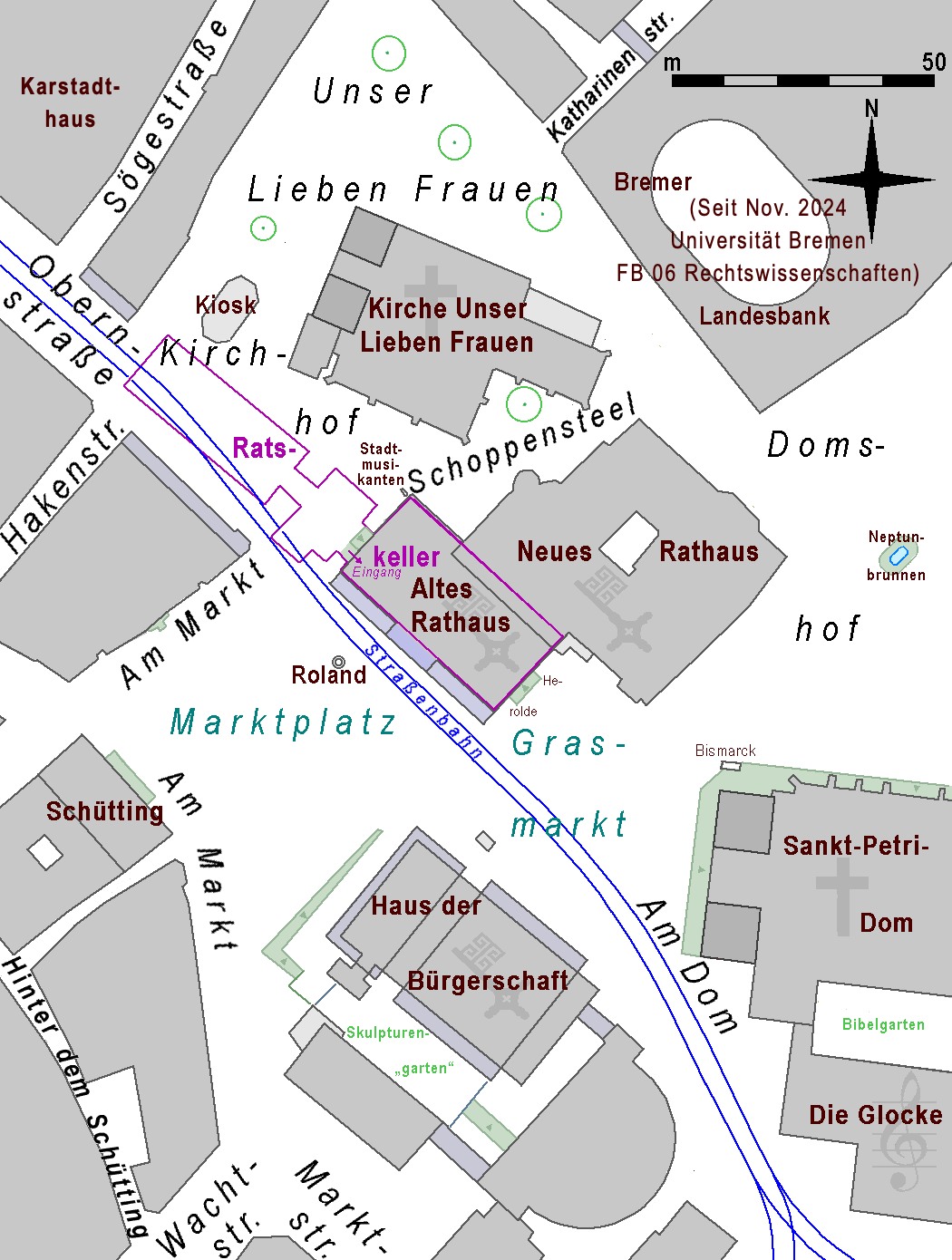
L'hôtel de ville et la cave municipale (Ratskeller) entre l'église de Nôtre Dame (Unser Lieben Frauen) au nord, la place du marché (Marktplatz) au sud-ouest, le parlement (Bürgerschaft) au sud et la cathédrale (Dom) Saint-Pierre au sud-est; lignes bleues = tram

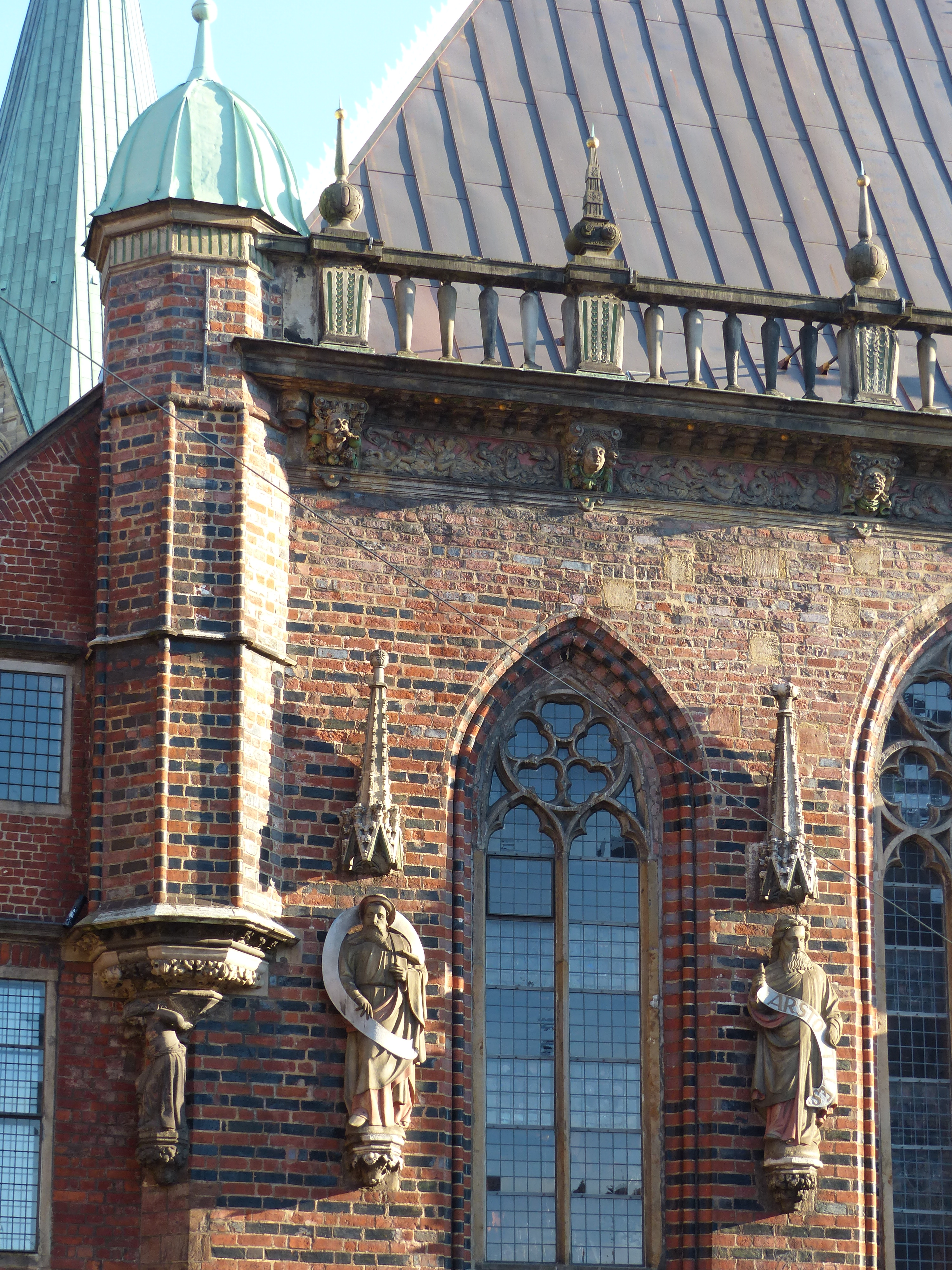
La dernière des quatre tourelles et les sculptures d'Ézéchiel/Platon et Jérémie/Aristote

Pour édifier l'hôtel de ville gothique, la ville acheta et démolit deux maisons, la maison de la guilde des cordouaniers (tanneurs et cordonniers fins) et le domicile d'un maire banni. 
Il fut bâti comme une démonstration du pouvoir communal entre le palais archiépiscopal et la place du marché, qui avait été nivelée et pavée un siècle auparavant. Cet ancien hôtel de ville comprend une grande salle par étage sur trois niveaux : la salle supérieure pour les grandes réunions, la salle inférieure utilisée autrefois comme halle du marché (aujourd'hui comme salle d'exposition), et la cave municipale. Les salles étaient un petit peu plus longues et larges que la grande salle du palais archiépiscopal. Jusque 1608, l'hôtel de ville avait deux chemins de ronde, le premier sur la gouttière et le second sur l'arcade vers la place du marché. Sous l'arcade, on faisait des audiences de justice. Le conseil de la ville même, appelé la Wittheit, comprenait 36 personnes et siégeait dans une chambre annexe au niveau de la salle supérieure.
Les façades étaient décorées avec seize grandes sculptures, qui représentaient un empereur et sept prince-électeurs (vers la place du marché) au nord-ouest et quatre philosophes antiques (originellement quatre prophètes de la Bible), Moïse, Salomon et Jonas ou Daniel au sud-est, vers la cathédrale Saint-Pierre, .
Aux quatre coins se trouvait une tourelle comprenant un accès à la gouttière. Ces quatre tourelles étaient supportées par une figure portante. La gouttière avec son parapet à créneaux était utilisée comme chemin de ronde ou comme une tribune. En raison de modifications plus tardives, seule une de ces tourelles est aujourd'hui conservée.

### Époque Renaissance

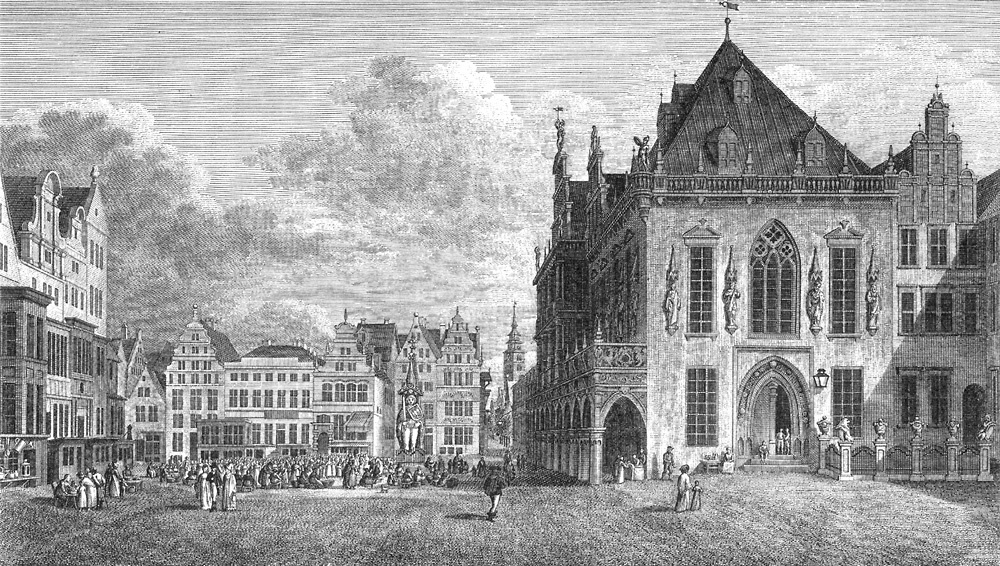
Place du marché et hôtel de ville, vue du sud-est (Grasmarkt) en 1819, à droite l'annexe de 1545

Entre 1545 à 1550, une nouvelle annexe de trois étages fut construite avec une façade de style Renaissance. Il en résultait qu'il n'y avait plus qu'un passage étroit entre l'hôtel de ville et la chapelle du palais archiépiscopal.  
En 1596, le bâtiment gothique est remanié par le maître d'œuvre Lüder von Bentheim. Il change les fenêtres de la salle supérieure au sud-ouest en supprimant les arcs brisés et en les remplaçant par des fenêtres de forme rectangulaire. Puis de 1608 à 1612, il remanie la façade sud dans le style renaissance de la Weser. En 1608, la salle supérieure reçoit un grand avant-corps, qui comprend deux étages, en haut la chambre des (anciennes) archives et en bas la « Chambre d'or ». Sur l'avant-corps, on construit un pignon à la mode flamande. Toutes les sculptures gothiques de cette façade sont transférées vers une position plus latérale.

### Extensions plus tardives

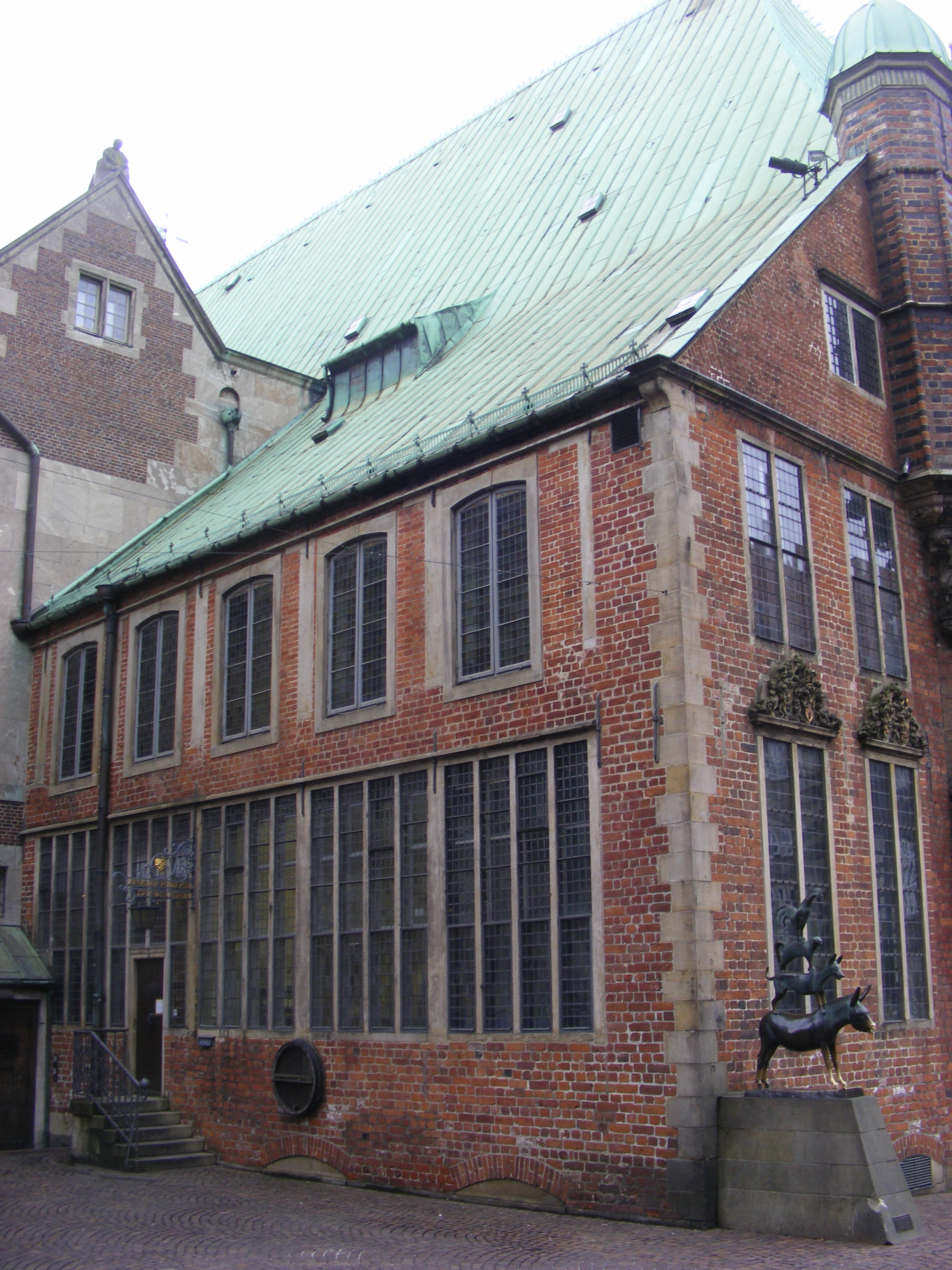
Annexe de 1682/83 avec bande vitrée du rez-de-chaussée; à droite les Musiciens de Brême

En 1682-1683, l'annexe des bureaux du côté arrière fut agrandie dans une version très peu décorée du baroque, mais avec bandes vitrées presque visionnaires.

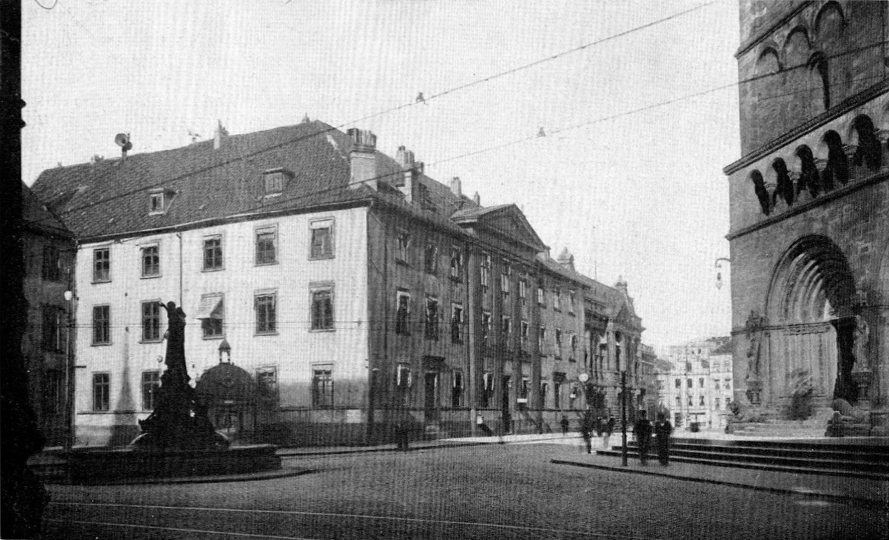
Le Stadthaus, de 1819 à 1909 avant la construction, à son emplacement, du nouvel hôtel de ville

En 1803, par le Recès d'Empire, la ville libre de Brême prit possession du palais archiépiscopal, qui à la suite des traités de Westphalie était devenu tour à tour suédois, puis hanovrien. En 1818-1819, Christian Blohm, le maître d'œuvre de la ville, transforma ce palais gothique en un édifice de style classique pour abriter de nouveaux bureaux municipaux, appelé Stadthaus (« maison de ville »). 
Dans une réhabilitation en 1826, l'annexe de 1535 a perdu sa façade de style renaissance, et l'étage supérieur de l'annexe de 1682/83 a perdu sa bande vitrée.
En 1888, la cave municipale fut agrandie par de nouvelles salles souterraines sous la place de Notre-Dame (Unser Lieben Frauen Kirchhof).
De 1909 à 1913, un nouvel hôtel de ville est bâti sur le terrain de la Stadthaus, à côté de l'ancien, par Gabriel von Seidl (1909-1913). Les trois façades vers le Grasmarkt (« marché aux herbes ») et le  Domshof (« cour de la cathédrale », il ne s'agissait pas d'un cloître) sont dessinées en style néo-Renaissance, la quatrième en style art nouveau.

### Époque contemporaine
L'hôtel de ville a été épargné lors de la Seconde Guerre mondiale.
De 1946 à 1966, le parlement de Brême (Bürgerschaft) siégea dans la salle des fêtes du nouvel hôtel de ville.
En 2004, le bâtiment et la statue de Roland sont ajoutés à la liste des sites du patrimoine mondial et l'ensemble constitue « des témoignages exceptionnels de l'autonomie civique et de la souveraineté qui caractérisèrent le Saint-Empire romain germanique ».

### Galerie

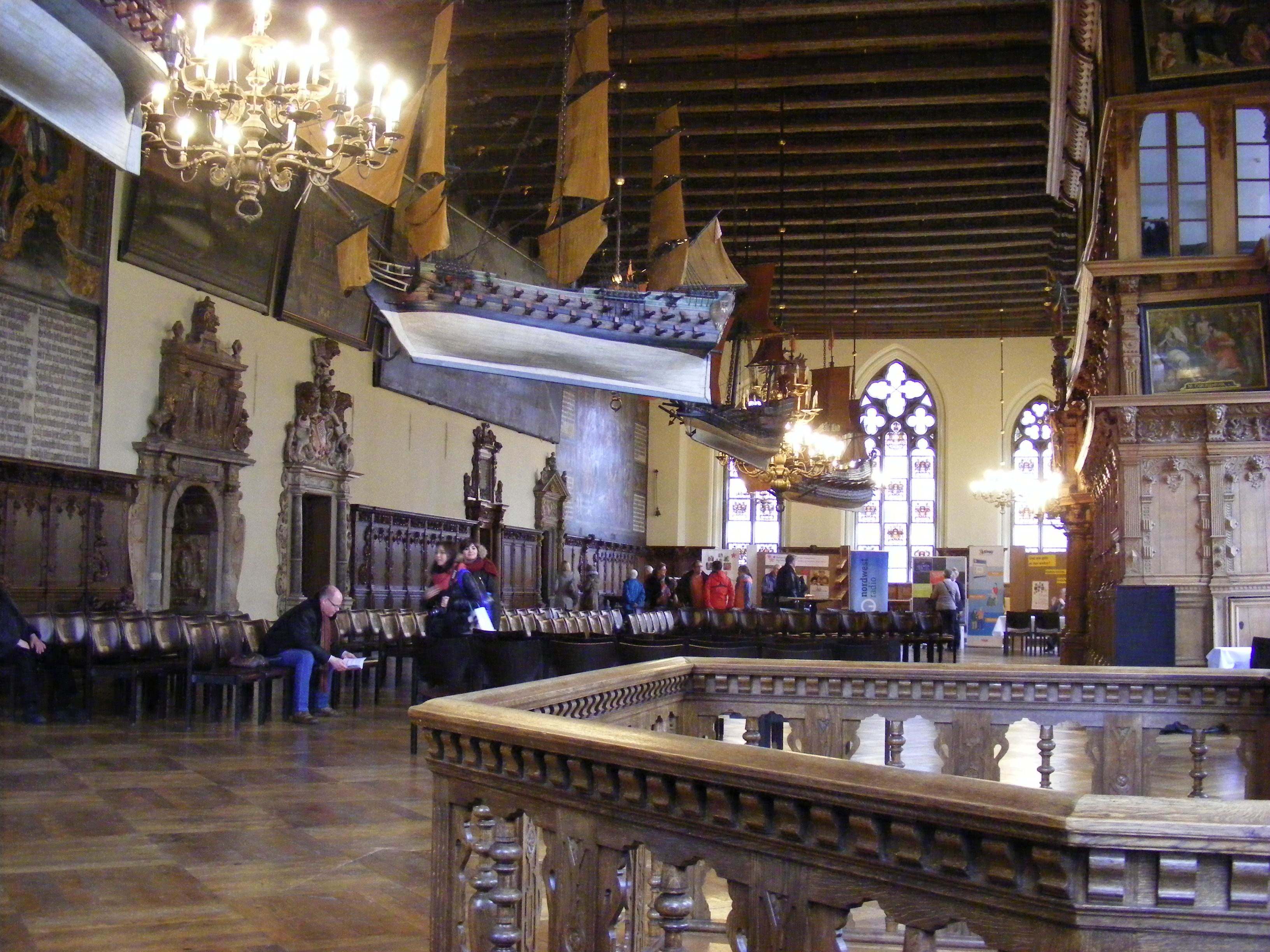
Salle supérieure, „Obere Rathaushalle“
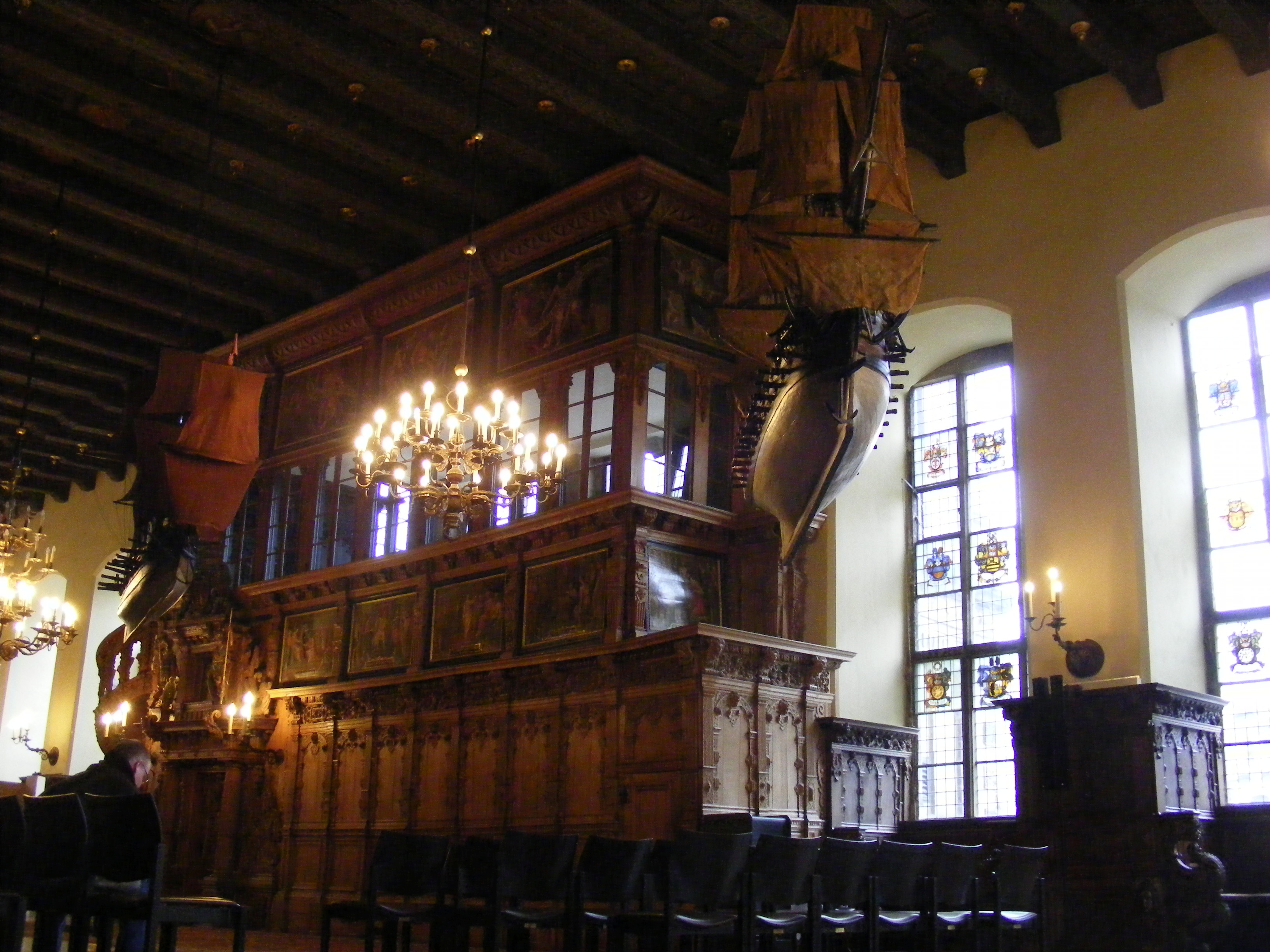
Salle supérieure, avec les anciennes archives (a l'haut) et la « Chambre d'Or »
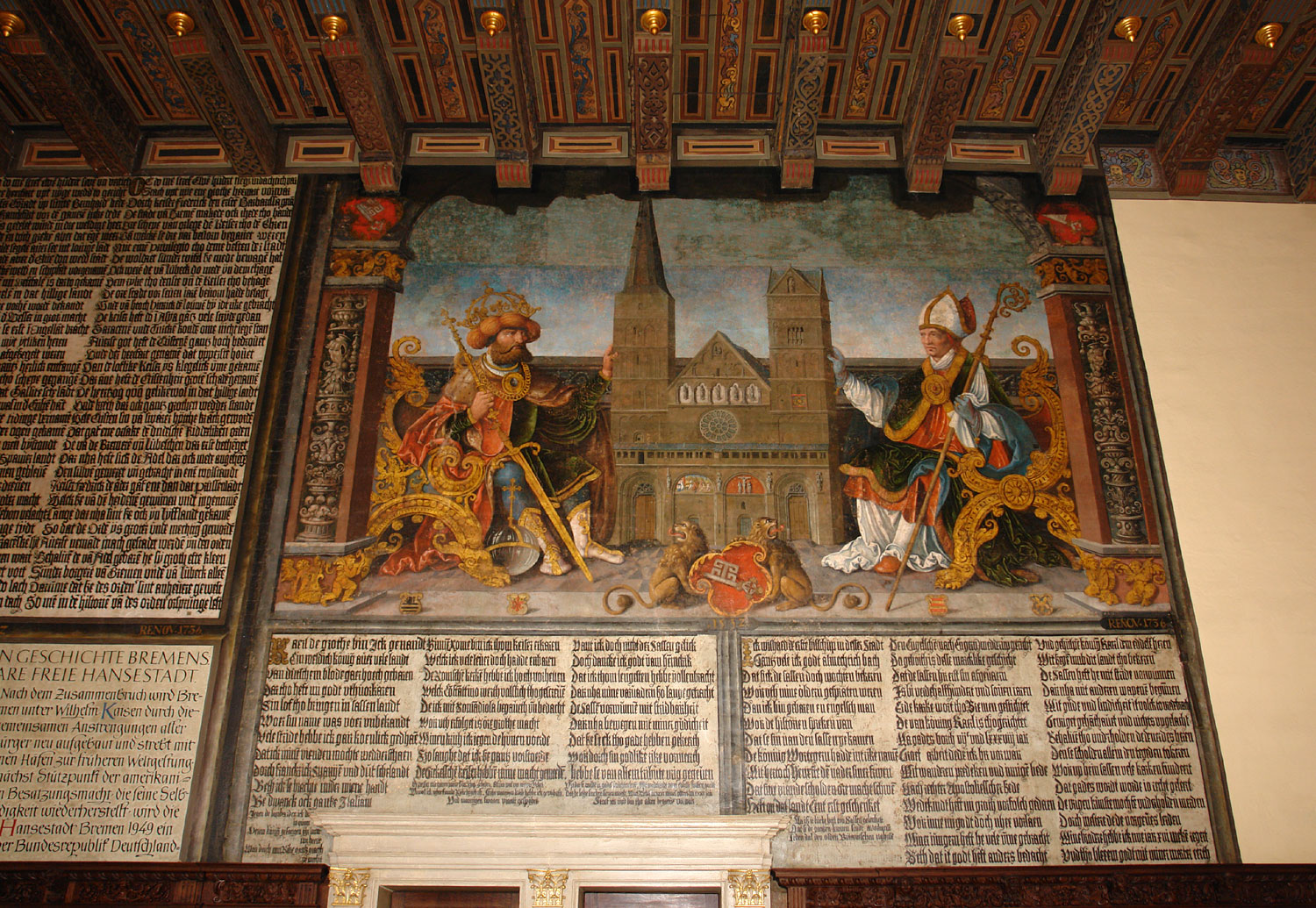
« Charlemagne et Anschaire de Brême », Peinture de 1532 dans la salle supérieure
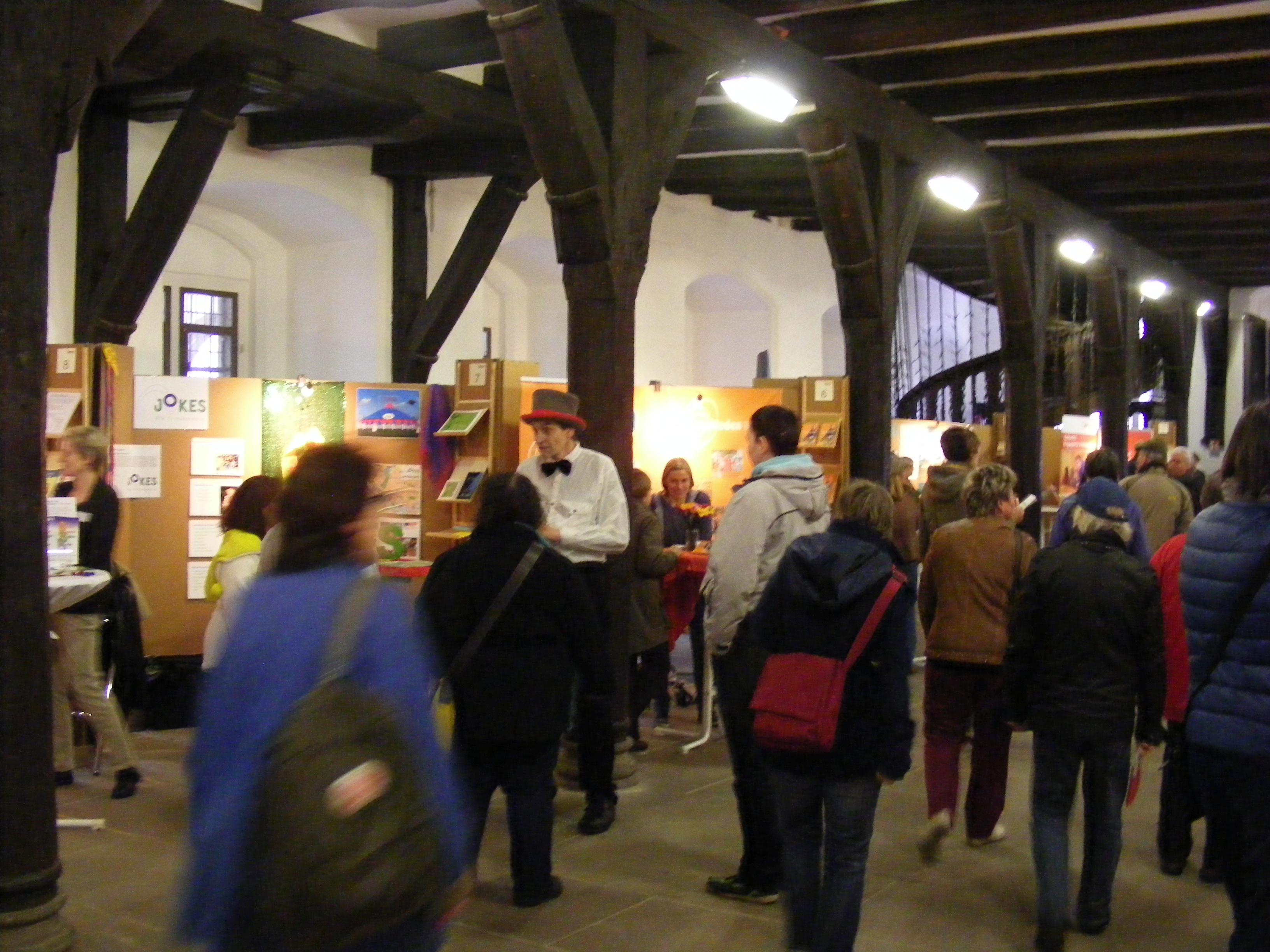
Salle inférieure, „Untere Rathaushalle“
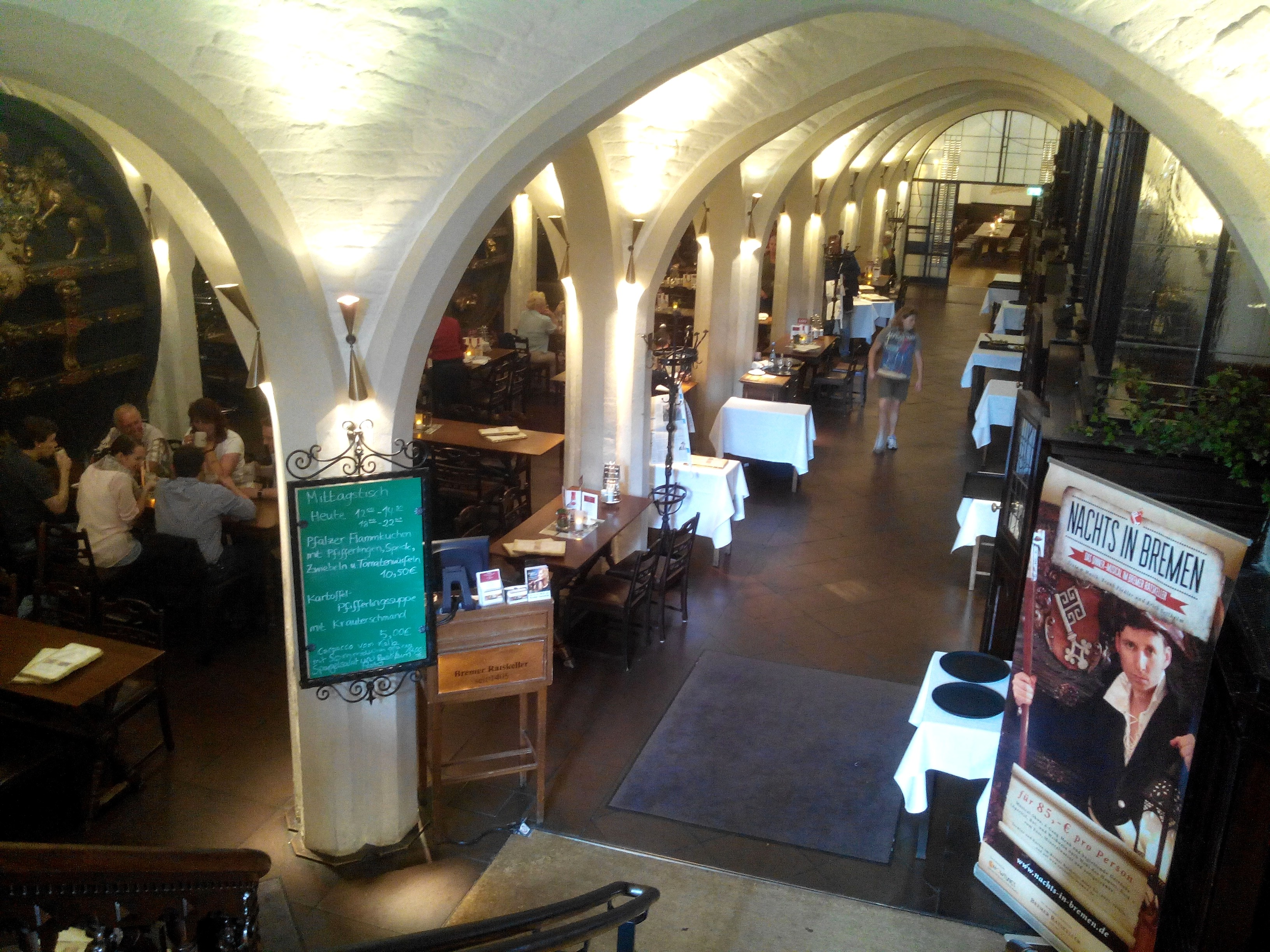
Cave municipale, „Ratskeller“
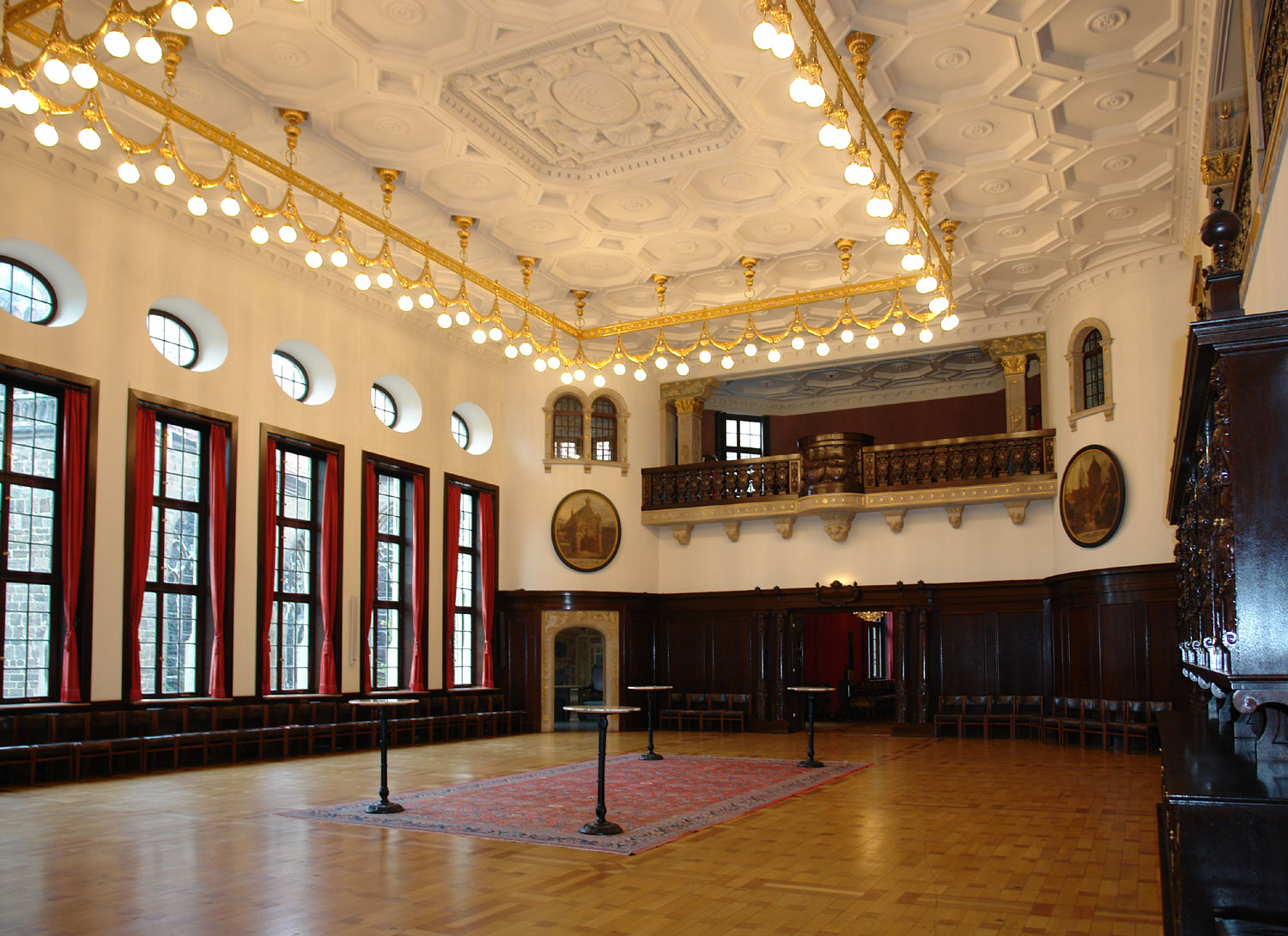
Salle des fêtes dans le nouvel hôtel de ville
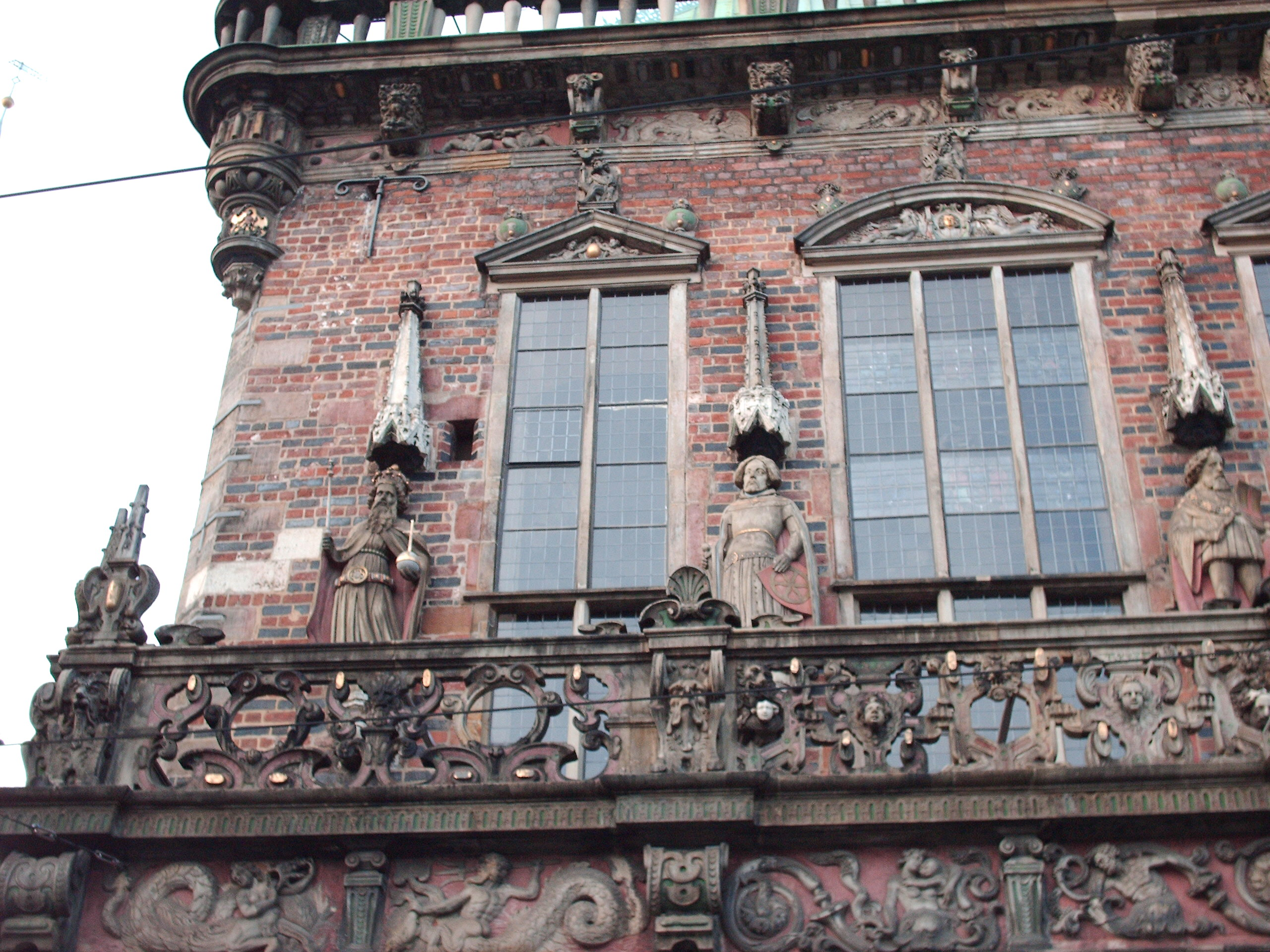
Détail de la façade vers la place du marché
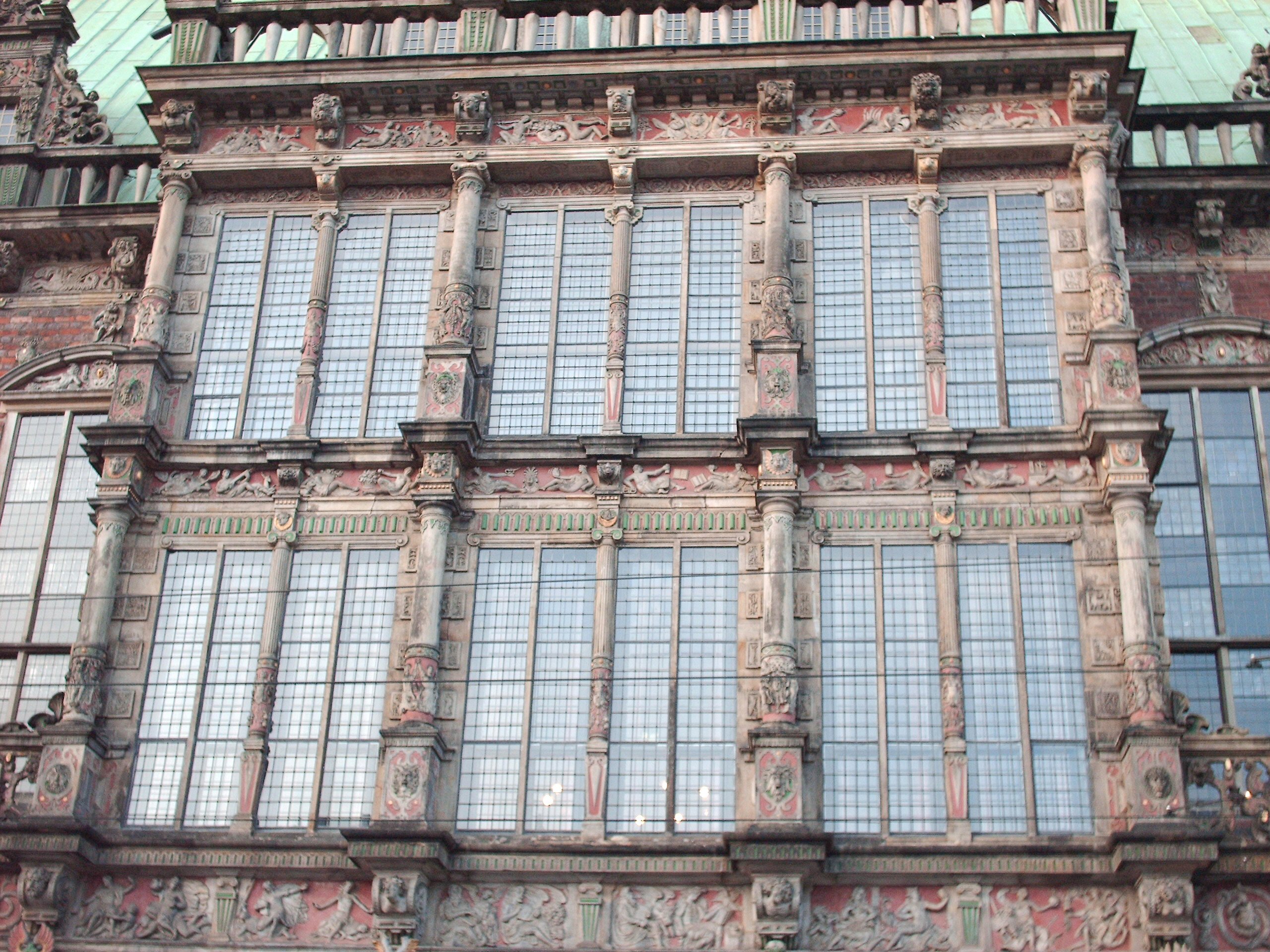
Partie centrale de la façade vers la place du marché
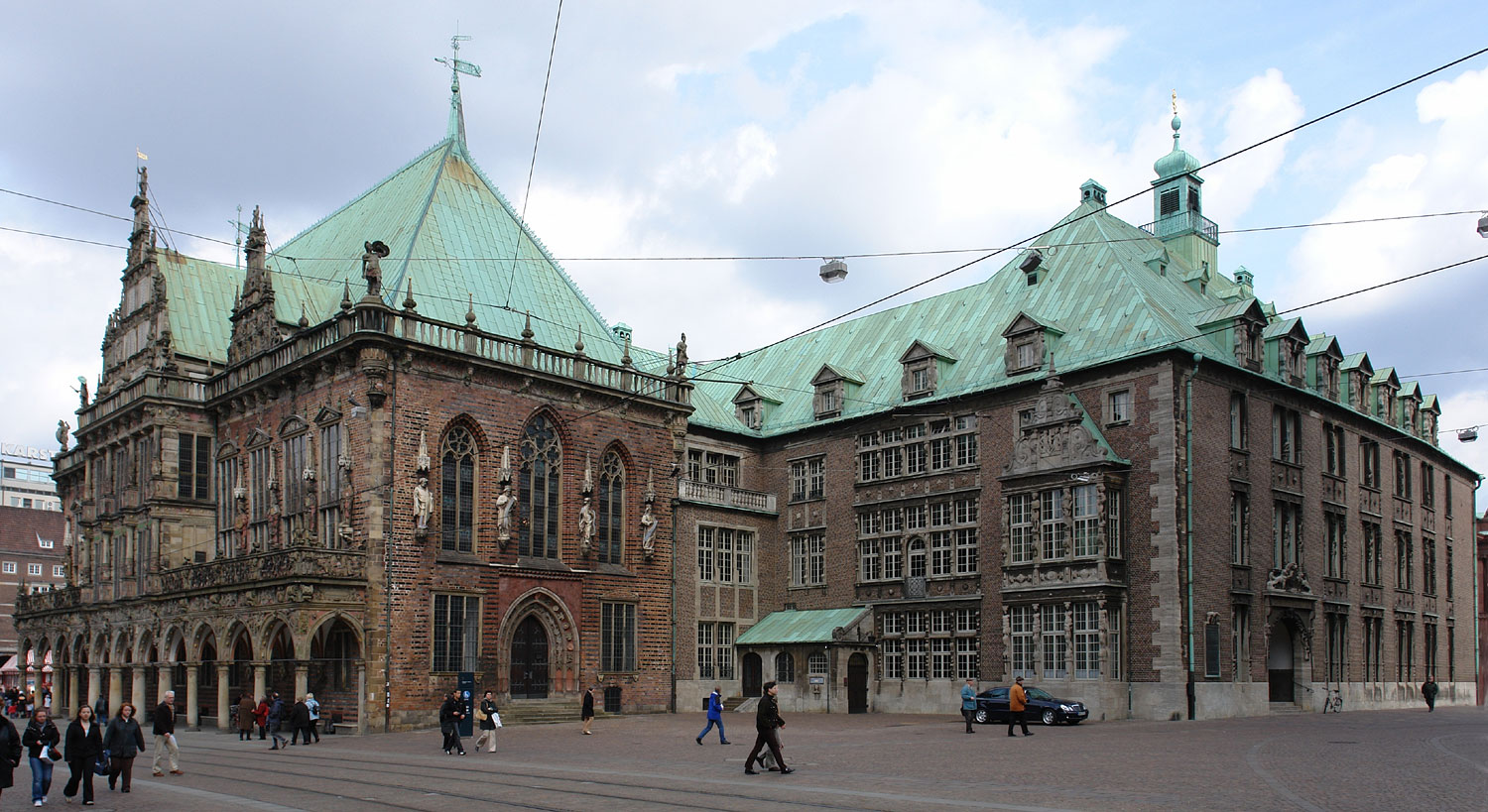
Vieux (à gauche) et nouvel hôtel de ville, vus du sud
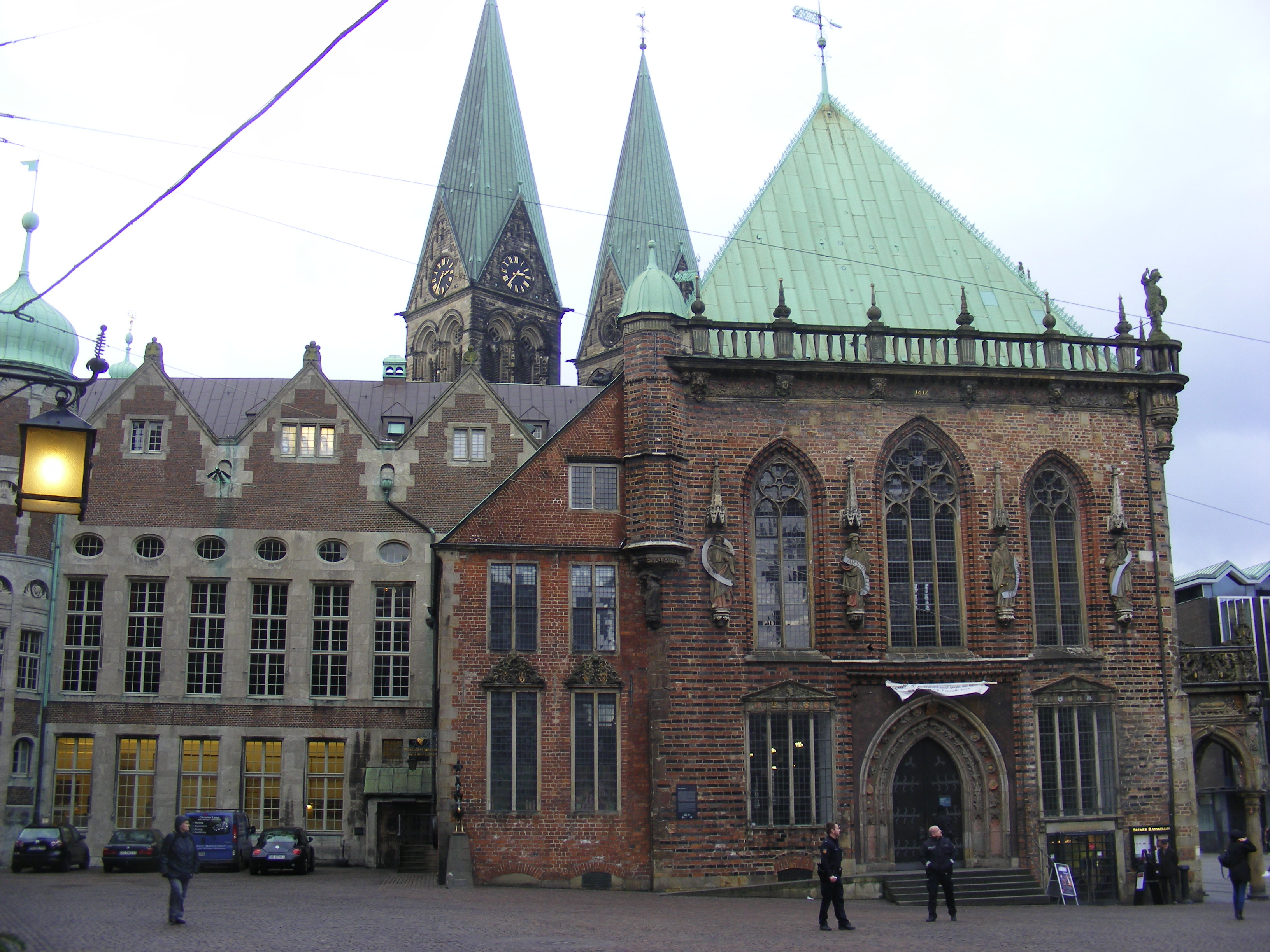
Vieil hôtel de ville (à droite), annexe de 1683 (briques rouges) et nouvel hôtel de ville, vus du nord-ouest

## Numismatique
L'hôtel de ville de Brême figure sur la pièce commémorative de 2 euros de l'Allemagne de 2010.